# Andreas Hofmann
Andreas Hofmann (ur. 16 grudnia 1991 w Heidelbergu) – niemiecki lekkoatleta specjalizujący się w rzucie oszczepem.
W 2009 zdobył na stadionie w serbskim Nowym Sadzie złoty medal i tytuł mistrza Europy juniorów. Szósty zawodnik mistrzostw świata w Pekinie (2015). W 2017 w Londynie został ósmym oszczepnikiem świata, natomiast dwa tygodnie później w Tajpej wywalczył srebrny medal uniwersjady.
Medalista mistrzostw Niemiec i reprezentant kraju na drużynowych mistrzostwach Europy.
Rekord życiowy: 92,06 (2 czerwca 2018, Offenburg) 9. wynik w historii światowej lekkoatletyki.

## Osiągnięcia
| Rok  | Impreza                                 | Miejsce   | Pozycja           | Wynik |
| ---- | --------------------------------------- | --------- | ----------------- | ----- |
| 2009 | Mistrzostwa Europy juniorów             | Nowy Sad  | 1. miejsce        | 75,89 |
| 2014 | Superliga drużynowych mistrzostw Europy | Brunszwik | 1. miejsce        | 86,13 |
| 2014 | Mistrzostwa Europy                      | Zurych    | 9. miejsce        | 77,42 |
| 2015 | Mistrzostwa świata                      | Pekin     | 6. miejsce        | 86,01 |
| 2017 | Mistrzostwa świata                      | Londyn    | 8. miejsce        | 83,98 |
| 2017 | Uniwersjada                             | Tajpej    | 2. miejsce        | 91,07 |
| 2018 | Mistrzostwa Europy                      | Berlin    | 2. miejsce        | 87,60 |
| 2019 | Mistrzostwa świata                      | Doha      | el. – 20. miejsce | 80,06 |
| 2022 | Mistrzostwa świata                      | Eugene    | el. –             | NM    |
| 2022 | Mistrzostwa Europy                      | Monachium | 11. miejsce       | 74,75 |